# 森めぐみ
森 めぐみ（もり めぐみ、1985年〈昭和60年〉2月6日 - ）は、日本の舞台女優。静岡県出身。演劇集団キャラメルボックス団員。所属事務所はナッポスユナイテッド。

## 略歴
静岡大学農学部卒業後、OLを経て2008年に演劇集団キャラメルボックス俳優教室第6期生となり、2009年演劇集団キャラメルボックスに入団。
劇団同期入団の林貴子・原田樹里と共に、2013年にユニット「ねこはっしゃ。」を結成した。
2024年元日に演劇集団キャラメルボックス所属の俳優である石原善暢と結婚したことを、同年10月1日、Xで公表。

## 出演

### テレビドラマ
- BARレモン・ハートSEASON2 第2話「両手に花の勝負師」（2016年、BSフジ） - 中野ユミ役

### ラジオ
- River Side Cafe#11「27歳 銀行員 窓口業務」(2013年、TFM系) - 奈美子役
- NHK FMシアター『ブルームーンの向こう側』(2016年、NHK-FM) - 留美役

## 舞台

### 演劇集団キャラメルボックス
- 『バイ・バイ・ブラックバード』(2010年、真鍋彩子)
- 『シラノ・ド・ベルジュラック』(2010年、ベルローズ)
- 『夏への扉』(2011年、万能フランク)
- 『賢治島探検記』(2011年)
- 『銀河旋律』(2011年、オオツ)
- 『飛ぶ教室』(2011年、ルディ・ウリーの母)
- 『広くてすてきな宇宙じゃないか』(2012年、スギエ)
- 『ジャングル・ジャンクション』(2013年、スズキ) - 女組キャスト
- 『クロノス』(2015年・2022年、圭)
- 『カレッジ・オブ・ザ・ウィンド』(2015年、萩本)
- 『BREATH』(2015年、大浦明日美) - Greenキャスト
- 『きみがいた時間ぼくのいく時間』(2016年、佐藤小百合)
- 『フォーゲット・ミー・ノット』(2016年、吉野稲子)
- 『ゴールデンスランバー』(2016年、井之原小梅/鶴田亜美/岩崎美千代)
- 『鍵泥棒のメソッド』(2017年、水嶋翔子/綾子)
- 『光の帝国』(2017年、春田記美子)
- 『ティアーズライン』(2017年、鯉川麻衣)
- 『無伴奏ソナタ』(2018年、オリビア/カール)
- 『リトル・ドラマー・ボーイ』(2018年、尾野芹那)
- 『ナツヤスミ語辞典』(2019年、ナナコ)
- 『サンタクロースが歌ってくれた』(2021年、ゆきみ)
- 『水平線の歩き方』(2022年、奈穂子)

### ねこはっしゃ。
- 『中途半端な月の色』(2014年、中嶋葵)
- 『あきかぜ』(2015年、加納カオル)
- 『ふたり、静かに』(2018年)
- 『ねこはっしゃ。のクリスマス会』(2019年)

### 客演
- 『リレイヤーIII』(2012年、アルカイックスマイル・アールクルー提携公演)
- 『寿限無の掟〜Sweet Spring Passion〜』(2012年、劇団SSP)
- 『カラコへ』(2012年、ハイバイ)
- 『鬼切丸』(2013年、タンバリンプロデューサーズ)
- 『呪解伝』(2013年、はっぴぃはっぴぃどりーみんぐ)
- 『WILD HALF』(2014年、はっぴぃはっぴぃどりーみんぐ)
- 『ショコレ06〜悪い奴ほどよく眠る〜』(2014年、MOSH)
- 『HIDEYOSHI』(2014年、はっぴぃはっぴぃどりーみんぐ)
- 『蒼海のティーダ』(2014年、ASSH)
- 『JYUKAIDEN』(2015年、はぴどり live stage)
- 『拡がる世界の片隅で』(2016年、でべそ×T9企画プロデュース)
- 『大正浪漫探偵譚-君影草の設計書-』(2016年、はっぴぃはっぴぃどりーみんぐ)
- 『彼は誰に哂う朝顔』(2019年、LIVEDOGプロデュース
- 『元カレ殺人事件』(2019年、劇団癖者)
- 『花火の陰』(2020年)
- 『成井豊と梅棒のマリアージュ』(2020年、ナッポスユナイテッド) - 茜役
- 『ふたり、静かに』(2021年、空晴)
- 『ミルキーウェイ』(2021年、村松みさきプロデュース)
- 『かがみの孤城』（2022年、ナッポスユナイテッド）- 望美役
- 『ぼくのメジャースプーン』(2022年、ナッポスユナイテッド) - 平島先生役
- 『仮面山荘殺人事件』（2023年公演予定）[5]

## ナレーション

### TVCM
- マイテック AUショップ
- ハウステンボス

### ラジオCM
- ガスト